# The Wolf and the Lion
"The Wolf and the Lion" er den femte episode af HBOs middelalderlige fantasy tv-serie Game of Thrones, første gang vist den 15. maj 2011. Den blev skrevet af seriens skabere og executive producers David Benioff og D. B. Weiss, og instrueret af Brian Kirk.
Begivenhederne i episoden beskæftige sig primært med Lord Eddard Starks undersøgelser om den tidligere Hånds død. I byen King's Landing, kommer Turnering i hånd til en ende, mens de forskellige fraktioner, som plot for magten bliver afsløret for beskueren. Denne hårfine balance er fjernet, da nyheden kommer, om at Tyrion Lannister er blevet anholdt af Catelyn Tully. Titlen af episoden henviser til det faktum, at Starks, hvis segl er en ulv, snart kan være i krig med Lannisterne, hvis segl er løven.
Med denne episode rammer sæsonen halvvejen af sæsonen og handlingen tager betydeligt til. Trods som emne for diskussion på Kings Landing, vises Daenerys og Ser Jorah ikke i denne episode. Jon Snow og alle karaktererne på Muren er også fraværende, og Robb Stark vises ikke i Winterfell scener. Som sådan er Emilia Clarke, Iain Glen, Harry Lloyd, Richard Madden, og Kit Haringtons navne udeladt fra åbningssekvensen. The Eyrie vises som en ny placering mellem King's Landing og Winterfell på Kortet i åbningssekvensen.
Første visnings seertallet var steget med ca. 80.000 seere fra den foregående uges episode, og fortsætter seriens opadgående seertendens. Episoden var også særdeles godt modtaget af kritikerne, med flere kritikere roser udeladelsen af muren og Dothraki plotlines, som giver denne episode en relativt mere fokuseret handling.

## Plot
Ligesom tidligere episoder sker "The Wolf og the Lion"s handling flere forskellige steder i Kongeriget Westeros. Det meste af handlingen finder sted i hovedstaden, King's Landing, mens andre scener er placeret på Starks' forfædres fæstning Winterfell og The Vale, som regeres af Catelyn Starks søster Lysa Arryn. I modsætning til tidligere episoder, er der ingen handling på Muren ved Westeros' nordlige grænse, og heller Dothraki på tværs af det smalle Hav.

### I Vale
Lady Catelyn Stark (Michelle Fairley) fører hendes følge øst gennem bjergene af Månen for at komme til Vale, med Tyrion Lannister (Peter Dinklage) som hendes fange. Men de er snart angrebet af barbariske stammefolk. Under kampen sparer Tyrion Catelyns liv, angriber og dræbe en barbar med et skjold. Følget ankommer til Eyrie, styret af Lord Jon Arryns enke, Lysa (Kate Dickie), som også er Catelyn søster. Men da de to mødes for første gang i fem år, bliver det tydeligt, at Lysa er mentalt ustabil og frygter Lannisternes magt. Catelyn møder også hendes nevø, Robin Arryn (Lino Facioli) som er arving til Eyrie - en otteårig dreng, som Lysa stadig ammer. 
Tyrion sendes til Eyries version af en fangekælder, fængselsceller med en åben væg og skrå gulve, der skråner ned til en afgrund. Imens forbereder Lysa sig på at fælde dom over Tyrion som medskyldig i sin mands mord.

### I nord
Hos Winterfell, er Theon (Alfie Allen) jaloux på Tyrion efter hans foretrukne prostitueret Ros (Esme Bianco) håner ham, at hun foretrækker dværgen, fordi Tyrion er en bedre elsker og fra en rigere familie. Bran (Isaac Hempstead-Wright) er deprimeret over sin lammelse og det faktum, at hans mor forlod ham, mens han var i koma. For at muntre ham op, Maester Luwin beslutter (Donald Sumpter) sig for at undervise Bran i kunsten at skyde med bue fra hesteryg.

### Kings Landing
Efter Eddard Stark (Sean Bean) overbeviser Kong Robert (Mark Addy) om ikke at deltage i Turnering, kigger han på en dyst match mellem den frygtindgydende Ser Gregor "The Mountain" Clegane, bror til "The Hound", og Ser Loras Tyrell, "The Knight of Flowers". The Mountain er en formidabel modstander, men nedlægger Tyrell ham behændigt i dyst ved at ride en hoppe i brunst, som distrahere Cleganes hingst. Bagefter, halshugger Clegane sin hest og forsøger at dræbe Loras. Sandor "The Hound" Clegane kommer til Tyrells redning og forsvarer ham mod hans bror indtil Robert ordrer dem til at stoppe. Taknemmelig for at blive reddet, kalder Tyrell Sandor en helt, da han bliver hyldet af publikum.
Senere afslører Varys (Conleth Hill), til Ned at Jon Arryn blev dræbt for at stille spørgsmål, ved at drikke en gift kaldet "Tårer af Lys". Han foreslår også, at Lord Arryns tidligere væbner, den nyligt dræbte Ser Hugh af Vale var giftblander.
I mellemtiden, jagter Arya (Maisie Williams), som en del af sin uddannelse, en kat gennem Røde Hold og snubler over en hemmelig samtale mellem to mænd (Varys og Illyrio), som synes at lave et komplot mod tronen.
Arya forsøger at advare sin far, men er ude af stand til at identificere de to kumpaner og fumler med hendes ord. De er afbrudt ved ankomsten af Yoren (Francis Magee), der informerer Ned om hans kones anholdelsen af Tyrion.
Nyheden om Daenerys' graviditet når det lille Råd, leveret af Varys' spion, Ser Jorah Mormont. Af frygt for en mulig invasion af Targaryen/Dothraki alliance, ordrer Robert hende og hendes ufødte barn, sammen med Viserys, myrdet. Ned nægter at adlyde en sådan vanærende ordre, da Robert had for Targaryens uklar hans dømmekraft og bestillingen af sådan et attentat ikke vil gøre ham anderledes end den gale konge. Da Robert sind er tydeliggjort, fratræder Ned hvervet som Kongens Hånd, til Roberts vrede. Da Robert drikker i sorg over hans kamp med Ned, besøger Cersei (Lena Headey) Robert, og han forklarer, hvorfor han tager Dothraki truslen alvorligt. I mellemtiden, er Robert yngste bror Renly (Gethin Anthony) med sin kæreste, Ser Loras. Loras overbeviser Renly at han skulle være konge, fordi Loras mener, at Renly ville være et bedre hersker end både hans brødre eller nevøer.
Før han kan forlade hovedstaden, tilbyder Lillefinger at tage Ned med til den sidste person Jon Arryn talte med før sin død. Det viser sig at være den prostitueret Mhaegan (Antonia Christophers), mor til en lille datter, som er en anden af Roberts uægte børn. Lillefinger afslører Jon Arryn havde søgt efter Roberts uægte børn af en ukendt årsag. Da Ned og hans vagter forsøger at forlade stedet, bliver de angrebet af Jaime Lannister (Nikolaj Coster-Waldau) og hans mænd, der ønsker svar på Tyrions anholdelse. Ned hævder ansvar for Tyrions anholdelse, hvilket fører til en brutal kamp mellem hans og Jaimes mænd. I sidste ende, bliver Neds vagter dræbt, herunder hans kaptajn Jory Cassel (Jamie Sives). Ned dueller med Jaime, men bliver spiddet gennem benet af en af Jaime vagter før Stark og Lannister kan afslutte kampen på egen hånd. Jaime revser vagten der afbrød kampen og beslutter at lade Ned leve, men advarer om, at han ønsker hans bror tilbage. Jaime stormer væk, og forlader Ned blødende i skidtet.

## Produktion

### Skrivning
"The Wolf and the Lion" blev skrevet af seriens skabere og executive producers David Benioff og D. B. Weiss, baseret på bogen af George R. R. Martin . Episoden indeholder kapitler 30 til 35 i bogen (Eddard VII, Tyrion IV, Arya III, Eddard VIII, Catelyn VI og Eddard IX).
Tilpasningen til skærmen er fortsat med tendensen at tilføje nye scener for at konkretisere karakter, hvor der i bogen kun overfladisk er set gennem karakterens synspunkt. Disse omfatter den dialektiske konfrontation mellem Lillefinger og Varys, og samtalen mellem kong Robert og dronning Cersei, og de unge elskende Renly og Loras. Showets forfattere brugt denne mulighed for at gøre eksplicit Loras og Renly løbende assignation, som kun blev antydet i bøgerne.

### Casting
Finn Jones laver hans første optræden som Ser Loras Tyrell, den unge ridder kendt som "The Knight of Flowers". Castningen var en af de første til at blive annonceret, og blev bekræftet af forfatteren George R. R. Martin i juni 2010, efter at nyheden var blevet lækket før kontrakten skulle underskrives. Skuespilleren havde oprindeligt været anset for rollen som Jon Snow da piloten blev filmet.
Den skotske skuespillerinde Kate Dickie blev castet som Lady af Eyrie, Lysa Arryn, som også har hendes første optræden i denne episode. Selvom Dickie ikke ligner den fysiske beskrivelse af Lysa givet i bøgerne, anførte Martin, at hendes skuespil i auditions var fremragende. Den rolle, hendes søn (omdøbt Robin i serien for at undgå forveksling med Kong Robert) gik til Lino Facioli, og ridderen af Vale, Ser Vardis Egen, blev spillet af Brendan McCormack.
Lingerimodel Emily Diamond har en rolle som en prostitueret, der driller Jory Cassel under besøget på bordellet. Diamond blev oprindeligt ansat som et krop stand-in for en af de vigtigste stjerner, men producenterne kunne lide hende så meget, at de besluttede at give hende en rolle.

### Filmesteder
Interiøret for episoden blev filmet på The Paint Hall Studio. Konklusionen af Håndens turnering, der var begyndt i den foregående episode var fortsat filmet på Shane's Castle. Produktionen flyttede til Malta for at filme mange Kings Landing scener udendørs: fangehuller af Red Keep hvor Arya er væk, mens hun jagter katte var fangekældre på Fort St Angelo i den maltesiske by Vittoriosa.
For CGI sammensætninger til Vale of Arryn, som ses i det første shot af Eyrie og til cellernes visuelle effekter brugte holdet billeder og teksturer fra det græske klippeformationer af Meteora. Oprindeligt havde de været overvejelser omkring Zhangjiajie Mountains i Kina, men fordi landskabet, blev skudt i Irland, var Meteora var en bedre løsning. 

### Koreografi
I overensstemmelse med overgangen i serien fra redegørelsen til handling, viser hver episode flere kampscener, og "The Wolf og The Lion" har en lang række kampscener, der skulle koreograferet. Kmapkoordinator Buster Reeves har designet hvordan alle de bevæger sig, og derefter lærte castet, hvordan man laver dem, og give en følelse af virkelig aggression. Reeves kommenterede bagholdet, som en af de mest vanskelige, da han skulle undervise mange mennesker, som kæmper på skærmen på samme tid, og hver eneste handling som ser original og spændende ud, og bemærke også, hvordan skræmmende det kunne være for aktørerne til at have 20 stuntmen løber gennem deres midte med økser og sværd.

### Dedikation
Episoden er dedikeret "til mindet om Caroline Lois Benoist", en 26-årig dyretræner, der havde arbejdet på produktionen i seks måneder, primært med at træne hunde, der blev fordoblet med seriens kæmpeulve. Hun blev syg i sit hjem den 18. december 2010 et par dage efter optagelserne sluttede, og døde den 29. december af svineinfluenza.

## Modtagelse

### Ratings
Episodens seertallet er steget til 2.580.000 for sin første visning, og fortsatte den stigende tendens i de seneste uger. Kombineret med sin ekstranummer, var seertallet steget op til 3,3 millioner seere om natten. 

### Kritisk respons
"The Wolf and the Lion" blev mødt med meget positive modtagelse af kritikerne, og mange anså det som den bedste episode endnu. Maureen Ryan AOL TV gav det en 90 ud af 100, på grund af det ekstraordinære arbejde af castet og fremragende skriftligt arbejde. Både Todd VanDerWerff og David Sims, fra AV Club , bedømt episoden en "A."
Anmeldere var enige om, at efter fire episoder præsentere indstillingen og indføre hovedpersonerne, begyndte historien at bevæge sig hurtigere fremad og hæve indsatsen. David Sims anså det for "det punkt, hvor alle intriger og konversationer begyndte at komme frem og få nogle reelle momentum." James Poniewozik skrev for Time at episoden "begyndte at lade sværd at tale" og "mens der var nogle meget betydelige scener af snak, gik dialogen ud over Westeros Historie, til at tage historien i nogle meget interessante retninger." IGNs Matt Fowler skrev, at dette var "det bedste episode af serien, indtil videre", selvom fan-favorit karakterer som Jon Snow og Daenerys ikke vises.
Maureen Ryan mente, at en af grundene til episoden fungerede så godt, var fordi det udelod storylines med Nattens Vogtere og Dothraki og fokuserede mere på et enkelt sted. VanDerWerff var enig og tilføjede, at med hver episode var forfatterne dristigere i den forstand, at de tilføjede nye scener, som ikke er medtaget i bogen for at afrunde kildematerialet.
Andre aspekter af showet, der blev fremhævet af kritikere var effektiviteten af actionscener og visuelle billeder, især visninger af Eyrie og dens himmelceller og dragekranier.

### Anerkendelser
Episoden fik en Primetime Emmy Award nomination for Outstanding Stunt Coordination i 2011.